# Bleick Matthias Bleicken
Bleick Matthias Bleicken (* 21. November 1835 in Keitum; † 21. Februar 1900 in Altona) war ein deutscher Anwalt, Journalist und Politiker. Er wirkte als Bürgermeister von Ottensen.

## Leben
Bleick Matthias Bleicken war ein Sohn des Kapitäns Jens Bleicken (1783–1859) und dessen Ehefrau Maria Engelina, geborene Boysen (1794–1887). Sein Bruder Matthias Bleicken war  Kommunalpolitiker und Landkreisrat von Tondern. Bleicken wurde 1874 zum ersten Bürgermeister der seit 1871 selbstständigen Stadt Ottensen gewählt. 1884 trat er aus gesundheitlichen Gründen zurück.
1887 wurde Ottensen nach Altona eingemeindet.
Der Politiker Max Bleicken war sein Sohn.

## Ehrung
Nach ihm wurde die Bleickenallee in Hamburg-Ottensen benannt.